# 手荷物許容量

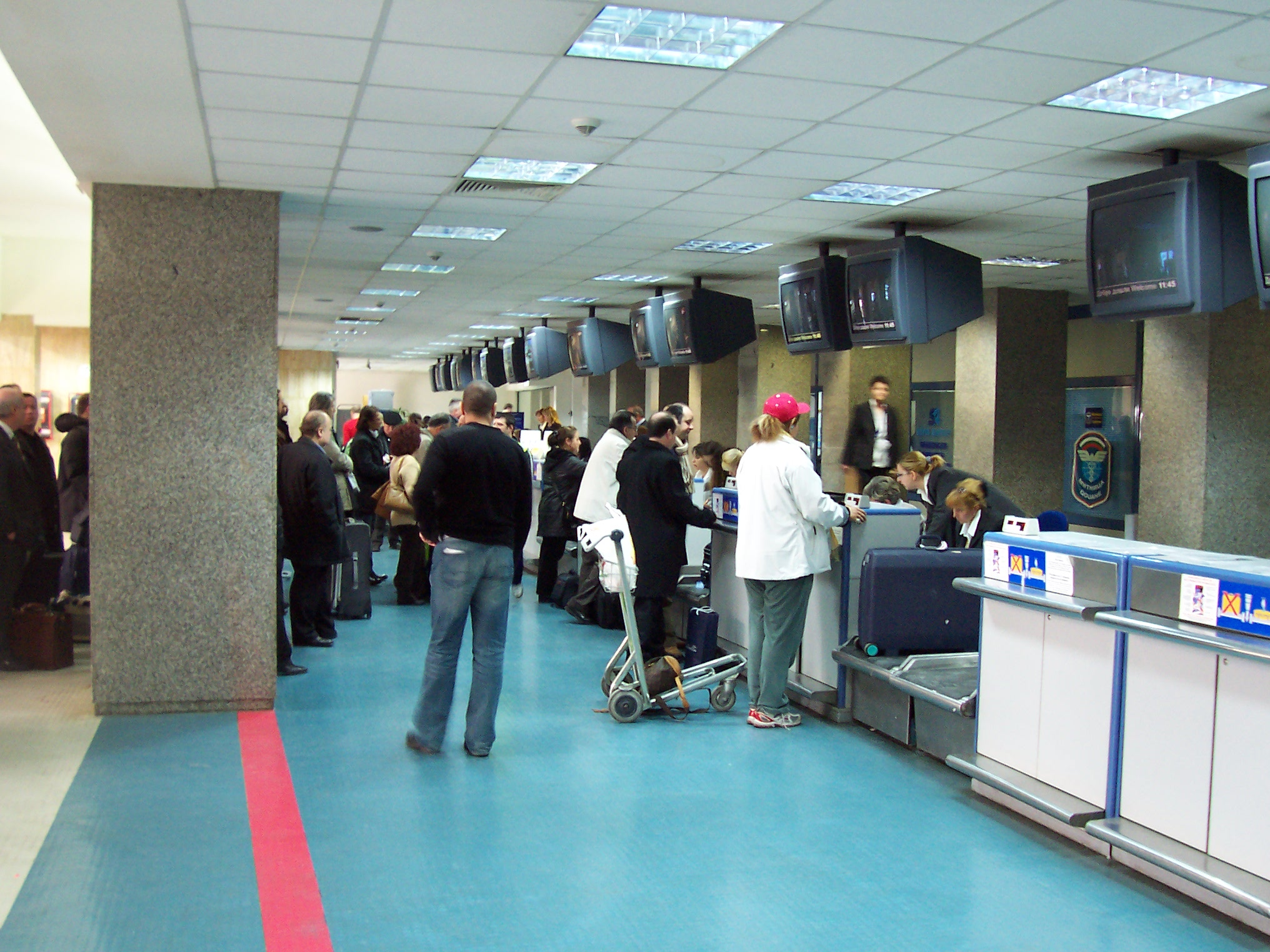
乗客が空港でチェックインするときに荷物の重さを量る

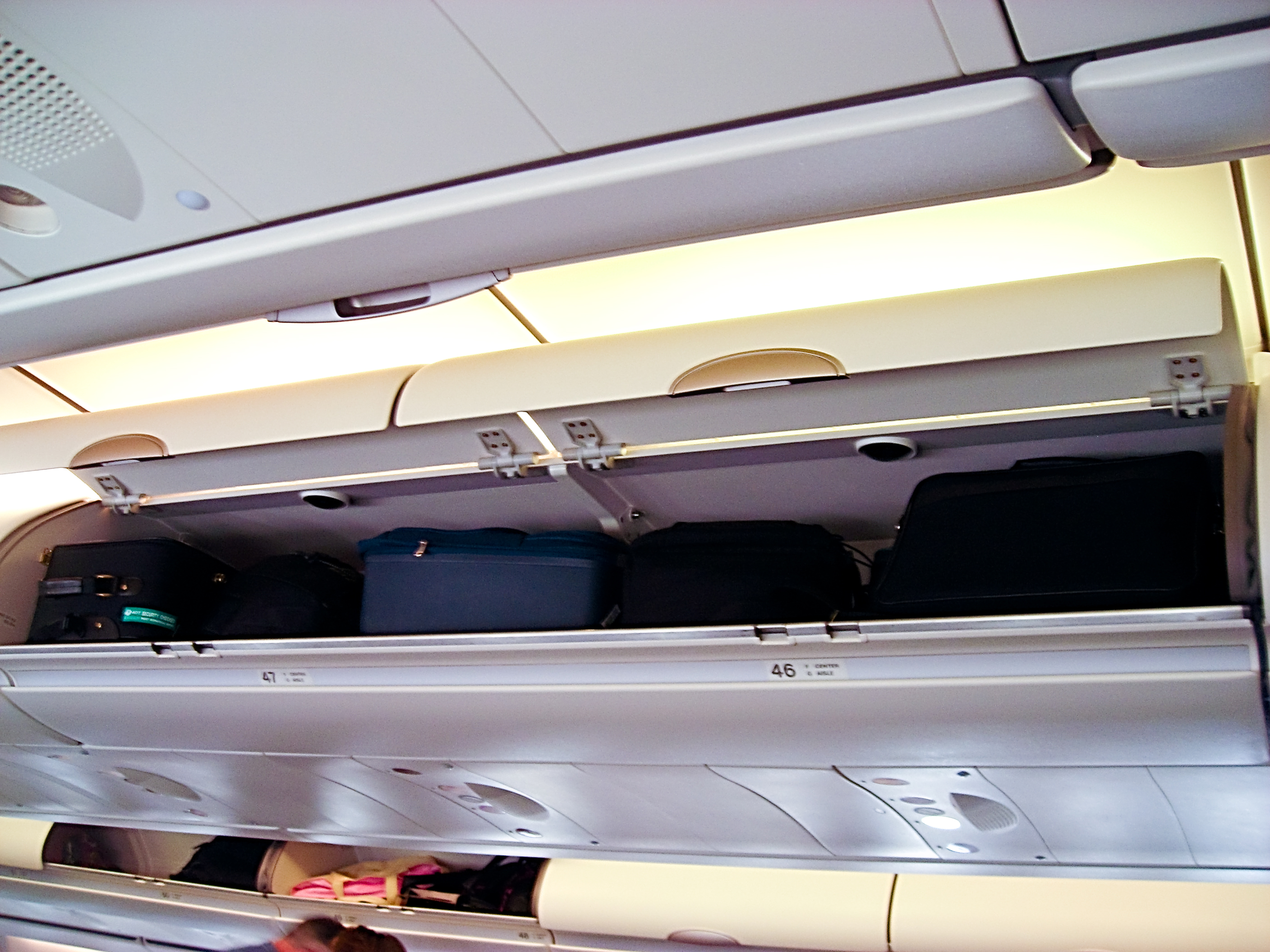
エアバスA340の手荷物収納棚

手荷物許容量（てにもつきょようりょう、英語: Baggage allowance）は、主に航空会社が乗客ごとに許可する受託手荷物または機内持ち込み手荷物の量を指す。無料手荷物許容量には制限があり、無料手荷物許容量を超える手荷物の場合は、別途、重量超過手荷物料金が発生する。また、手荷物許容量には上限制限がある。
手荷物許容量は航空会社によって異なり、クラス、エリートステータス、航空券の種類、国内線、国際線、フライトの出発地と目的地、搭乗する航空機の座席数によって異なる。フライトが他のフライトと一緒に予約されている場合、制限も異なるケースがある(例：同じ航空券の別のフライトが長距離フライトの場合)。正確な手荷物許容量は、航空券に記載されている場合もある。
航空機だけではなく、鉄道においても携帯できる手荷物許容量の制限があり、無料および有料のものがある。

## 手荷物の種類
航空機では、「受託手荷物」と「機内持ち込み手荷物」の2種類の手荷物があり取り扱いが異なり、どちらのタイプでも、航空会社には重量とサイズに関する規定がある。
航空機の貨物室に保管される受託手荷物は、通常、重量が制限される。チェックイン時に航空会社によって重量が測定され、制限を超える場合は、航空会社から乗客に通知される。乗客は、追加料金を回避するためにスーツケースに入っているアイテムの一部を別のスーツケースに切り替えるなど、持ち運ぶ必要がある。
機内持ち込み手荷物は、主にサイズ「3辺の合計（縦＋横＋高さ）」で測定され判断される。ただし、機内に持ち込める所持品の種類、重量、個数など制限がある。

## IATA
国際航空運送協会(IATA)は、受託手荷物と機内持ち込み手荷物の制限に関する勧告を発表した。これらの勧告を遵守している会社もあれば、部分的に遵守している会社もあれば、まったく遵守していない会社も存在する。
受託手荷物の推奨は、最大重量23kg(50.71ポンド)、重量制限32kg(70.55ポンド)、最大サイズ158cm(62.2インチ)の長さ+幅+高さ、制限203cm(約80インチ)。23kgという制限は、健康と安全の規制にも同様の制限があるため。
機内持ち込み手荷物の制限には大きなばらつきがあるため、IATAは2015年に機内持ち込み手荷物用のスーツケースのサイズを推奨した。これらは、スーツケースの最大サイズは長さ55 cm(21.65インチ)、幅35 cm(13.78インチ)、深さ20 cm(7.87インチ)である必要があると述べている。これらの要件を満たしている場合、バッグには「IATA cabin OK」のロゴが付いている場合がある。この制限は、現在のほとんどの航空会社の制限よりも厳しいため、このロゴが付いたバッグは事実上どこでも許可されている。

### IATA 手荷物規則決議302号（2015年4月1日）[3][4]
以下のとおり決議する。
別段の合意がない限り、次の⼿荷物規定の選択基準を複数の航空会社を利⽤する旅⾏に適⽤する。
- 1）⼿荷物規定は無料⼿荷物許容量および⼿荷物料⾦のように定義されていること。
- 2）⼿荷物規定の選択のため、次の4 つのステップの⼿順を複数の航空会社を利⽤する旅⾏に適⽤する。
  - (a)ステップ1：全ての参加航空会社の公示されている⼿荷物規定が同じ場合、その⼿荷物規定を適⽤する。
  - (b)ステップ2：参加航空会社間で公示されている⼿荷物規定が異なる場合、最重要航空会社(MSC)(以下3)を参照)の公示されている⼿荷物規定を適⽤する。（コードシェア便の場合、航空会社公示の規則に運航航空会社とする旨、明記されていなければ、MSCは販売航空会社とする。）
  - (c)ステップ3：当該区間において最重要航空会社の⼿荷物規定が公示されていない場合、⼿荷物のチェックインを引き受ける航空会社の公示されている⼿荷物規定を適⽤する。
  - (d)ステップ4：⼿荷物のチェックインを引き受ける航空会社が⼿荷物規定を公示していない場合、区間ごとに運航航空会社の公示されている⼿荷物規定を適⽤する。
- 3）最重要航空会社（Most Significant Carrier/MSC）は
  - (a) 2 つ以上のIATA エリアを跨ぐ旅⾏について、あるIATA エリアから他のIATA エリアへ横断する最初の運送を⾏う航空会社とする。（例外：IATA エリア1/2/3 を全て跨ぐ場合のみ、IATA エリア1 とIATA エリア2 を横断する最初の運送を提供する航空会社とする。）
  - (b) IATA サブエリアの旅⾏の場合、あるIATA サブエリアから他のIATA サブエリアへ横断する最初の運送を提供する航空会社とする。
  - (c) IATA サブエリアの旅⾏の場合、最初の国際区間を運送する航空会社とする。

#### 【IATAエリア、IATAサブエリア】
- IATAは世界を3つの地域（IATAエリア）に分けており、さらに各地域を小地域（IATAサブエリア）に分けています。
  - IATA エリア1（北⽶・南⽶・ハワイなど）IATA エリア1 の“IATA サブエリア”北アメリカ（ USA、カナダ、メキシコ）、カリブ、中央アメリカ、南アメリカ（ ブラジル、チリ、ペルーなど）
  - IATA エリア2（ヨーロッパ全域・中東など）IATA エリア2 の“IATA サブエリア”ヨーロッパ、中東、アフリカ
  - IATA エリア3（⽇本、韓国、タイ、シンガポール、フィリピン、インド、グアムなど）IATA エリア3 の“IATA サブエリア”⽇本・韓国（⽇本、韓国）、東南アジア（中国、シンガポール、タイ、ベトナム、グアムなど）、南アジア（インドなど）、南⻄太平洋（オーストラリア、ニュージーランドなど）